# Serwiusz Tuliusz
Serwiusz Tuliusz, Servius Tullius – szósty król Rzymu w latach 578-534 p.n.e. Następca Tarkwiniusza Starszego. Jego córka Tulia była żoną Tarkwiniusza Pysznego. Był prawdopodobnie uzurpatorem o nieznanym pochodzeniu.
Według Liwiusza dokonał podziału społeczeństwa według posiadanego przez nich majątku (w przeciwieństwie do Solona w Atenach, który podzielił społeczeństwo według ich dochodu), co oznaczało także odejście od systemu rodowego. Oznaczało to, że najbogatsi mieli najwięcej praw. Zmodyfikował także okręgi wyborcze. Każda klasa majątkowa otrzymała odpowiedni okrąg (centuria), który miał jeden głos.
- I klasa majątkowa 80 głosów + 18 głosów (ekwici) = 98 głosów
- II, III, IV, V klasa majątkowa = 95 głosów

Głosowanie zaczynała pierwsza klasa majątkowa, jeżeli głosowała jednogłośnie, decyzja zapadała bez głosowania kolejnych klas majątkowych. Istniała także tzw. Centuria praerogativa, czyli głosowanie sondażowe przed wyborami właściwymi.
Nowy system głosowania miał także wpływ na wojsko. Każdy okrąg (centuria) wystawiał 100 żołnierzy. Obywatele zbroili się sami. I klasa majątkowa wystawiała 80 centurii żołnierzy ciężkozbrojnych i 18 centurii jazdy ekwickiej. II-IV wystawiały piechotę lekkozbrojną, V klasa zwolniona była ze służby wojskowej, musiała za to służyć jako pomoc (kucharze, trębacze). Nowy podział nie zlikwidował zgromadzeń kurialnych, lecz miały one jedynie zadania religijne. Zgromadzenia centurialne odbywały się poza Rzymem na Polu Marsowym – ponieważ było to zgromadzenie wojskowe, należało zapobiec w ten sposób zamachom stanu.
Za swojego panowania zarządził pierwszy spis ludności, wyniósł on 80 tysięcy obywateli.
Włączył do terytorium Rzymu wzgórza Eskwilin, Kwirynał i Wiminał.
Następcą Serwiusza był Tarkwiniusz Pyszny.